# Jonesboro (Georgia)
Jonesboro es un pueblo ubicado en el condado de Clayton en el estado estadounidense de Georgia. En el censo de 2000, su población era de 3.829.

## Demografía
En el 2000 la renta per cápita promedia del hogar era de $31,951, y el ingreso promedio para una familia era de $39,143. El ingreso per cápita para la localidad era de $16,178. Los hombres tenían un ingreso per cápita de $29,236 contra $25,797 para las mujeres.

## Geografía
Jonesboro se encuentra ubicado en las coordenadas 33°31′28″N 84°21′15″O / 33.52444, -84.35417 (33.524512, -84.354290).
Según la Oficina del Censo, la localidad tiene un área total de 6,8 km² (2,6 mi²), de la cual 6,7 km² (2,6 mi²) es tierra y 0,1 km² (0 mi²) (3.20%) es agua.

## Educación
La historia de Jonesboro como asentamiento se remonta a los primeros días cuando los colonos llegaron a la parte media superior de Georgia. Jonesboro fue llamado originalmente Leaksville, y los registros muestran que ya en 1823, el estado de Georgia concedió una carta para la Academia de Leaksville, en lo que entonces era el Condado de Fayette. La región que comprende el Condado de Clayton fue asentada primero por los pioneros en 1821, como resultado del Tratado de Indian Springs, en el que los indios Creek cedió una gran porción de su dominio para el estado de Georgia.
Debido al ferrocarril, Jonesboro era un centro comercial que les servía a la Fayette y condados de Henry, así como Clayton. En días de mercado, sus calles y muelles de carga fueron el escenario de mucha actividad, y durante el otoño, innumerables balas de algodón habían forrado el ferrocarril cerca del depósito de envío en espera a para poder llevarlas a otros puntos. Aparte de su actividad de negocio próspero, Jonesboro en 1860 contaba con varias residencias privadas que eran de gran tamaños e imponentes. Que rodean la ciudad fueron las granjas y plantaciones que formaban la columna vertebral de la economía local.
La importancia de la educación siempre ha sido reconocida por los ciudadanos de Jonesboro, y desde el momento de la primera Academia local en 1823, Jonesboro siempre hizo las disposiciones para la educación de su juventud.
Jonesboro recibió atención internacional en 1936, con la publicación de la novela de Margaret Mitchell,  Gone with The Wind. Numerosas escenas de este libro se establecieron en el Condado de Clayton. Los personajes y sus casas eran productos de la imaginación del autor, y solamente sus inspiraciones .Las Escuelas Públicas del Condado de Clayton gestiona escuelas públicas.